# 日本文学盛衰史
『日本文学盛衰史』（にほんぶんがくせいすいし）は高橋源一郎の長編小説。『群像』に1997年から2001年にかけて連載され、同年5月に講談社から刊行された（598ページ、ISBN 4062105853）。2004年6月、講談社文庫として文庫化（660ページ、ISBN 4062747812）。

## 概要
荘重な表題・装丁（墨字の表題・箱入りなど）は学術書や本格的長編を思わせるが、統一的な筋はなく、明確な主人公を設定せずにさまざまな登場人物の物語を集めて構成されている。日本近現代文学の文豪たちの作品や彼らの私生活に素材を取りつつ、現代のサブカルチャーがたびたび登場して明治と平成が交錯する構造になっている。ラップ、アダルトビデオ、伝言ダイヤル、BBSの書き込みと「祭」、たまごっち、果ては著者の高橋自らの胃カメラ写真までが登場する、何でもありの破天荒な作品である。
近代の重要な日本文学者が多数取り上げられているが、宮沢賢治を出すことができなかったため、それを受けて『ミヤザワケンジ・グレーテストヒッツ』が著された。
作中の「石川啄木の短歌」は穂村弘、「島崎藤村の詩」は谷川俊太郎の提供によるもの。その他、島田修三、藤原龍一郎、加藤治郎の短歌も作中で引用されている。

## 収録作品一覧
1. 死んだ男
2. ローマ字日記 cf: 石川啄木
3. ローマ字日記・続
4. 若い詩人たちの肖像
5. 若い詩人たちの肖像・続
6. 若い詩人たちの肖像・続々
7. A LETTER FROM PRISON cf: 石川啄木
8. A LETTER FROM PRISON・続
9. 硝子戸の中 cf: 夏目漱石
10. 平凡 cf: 二葉亭四迷
11. HANA-BI みたいな散歩
12. 『蒲団 '98・女子大生の生本番』 cf: 田山花袋
13. 我々はどこから来たのか、そして、どこへ行くのか cf: ゴーギャン
14. 原宿の大患 cf: 修善寺の大患（夏目漱石）
15. されど我らが日々 cf: 柴田翔
16. 本当はもっと怖い『半日』 cf: 森鴎外
17. WHO IS K？ cf: こころ（夏目漱石）
18. やみ夜 cf: 樋口一葉
19. ラップで暮らした我らが先祖
20. 三四郎 cf: 夏目漱石
21. 文学的な、あまりに文学的な cf: 芥川龍之介
22. そしていつの日にか
23. 歴史其侭と歴史離れ cf: 森鷗外
24. 帰りなん、いざ…
25. きみがむこうから… cf: 辻征夫

## 舞台化
2018年、青年団により平田オリザの脚本で喜劇作品として舞台化され、第22回鶴屋南北戯曲賞を受賞した。「北村透谷葬儀」「正岡子規葬儀」「二葉亭四迷葬儀」「夏目漱石葬儀」の四幕構成。原作小説からは大幅な脚色が加えられており、明治と現代が交錯する構造は採用しつつ、大半がオリジナルエピソードで構成されている。